# مانويل دي أغويار فاغونديس
مانويل دي أغويار فاغونديز (بالبرتغالية: Manoel de Aguiar Fagundes‏) الشهير باسم مانويلزينيو (بالبرتغالية: Manoelzinho‏) (22 أغسطس 1907 في نيتيروي، البرازيل – 22 نوفمبر 1953) لاعب كرة قدم برازيلي راحل كان يجيد اللعب في مركز المهاجم . شارك مع منتخب البرازيل في بطولة كأس العالم لكرة القدم 1930 التي أقيمت في الأوروغواي وخرج من الدور الأول.

## روابط خارجية
- مانويل دي أغويار فاغونديس على موقع الاتحاد الدولي (مؤرشف)  (الإنجليزية)
- مانويل دي أغويار فاغونديس على موقع Soccerway.com (الإنجليزية)